# Pomacentrus alexanderae
Pomacentrus alexanderae Evermann & Seale, 1907 è un pesce osseo di mare appartenente alla famiglia Pomacentridae e alla sottofamiglia Pomacentrinae.

## Descrizione
Presenta un corpo compresso sui lati, allungato. La colorazione è grigia pallida, ma alla base delle pinne pettorali è presente una macchia scura.
La lunghezza massima registrata è di 9 cm.

## Biologia

### Comportamento
È prevalentemente solitario.

### Alimentazione
È onnivoro e si nutre sia di invertebrati marini (gasteropodi, copepodi) che di alghe. La sua dieta è composta anche da uova di pesci.

### Riproduzione
Le uova vengono deposte sul fondo e vengono sorvegliate dal maschio.

## Distribuzione e habitat
Proviene dalle barriere coralline dell'oceano Pacifico. È comune attorno alle Isole della Sonda e alle Filippine e il suo areale si estende verso nord fino alle Isole Ryukyu. Vive fino a 30 m di profondità.